# Israel Okon Sunday
Israel Okon Sunday (* 11. November 2006) ist ein nigerianischer Leichtathlet, der sich auf den Sprint spezialisiert hat. 2024 siegte er mit der nigerianischen 4-mal-100-Meter-Staffel bei den Afrikaspielen in Accra.

## Sportliche Laufbahn
Erste internationale Erfahrungen sammelte Israel Okon Sunday im Jahr 2023, als er bei den U18-Afrikameisterschaften in Ndola in 10,61 s den vierten Platz im 100-Meter-Lauf belegte und über 200 Meter in 21,36 s die Bronzemedaille gewann. Anschließend belegte er bei den Commonwealth Youth Games in Port-of-Spain in 10,58 s den vierten Platz über 100 Meter und gelangte auch im 200-Meter-Lauf mit 21,94 s auf Rang vier. Im Jahr darauf schied er bei den Afrikaspielen in Accra mit 10,47 s im Halbfinale über 100 Meter aus und siegte mit der nigerianischen 4-mal-100-Meter-Staffel in 38,41 s gemeinsam mit Emmanuel Ekanem Consider, Alaba Akintola und Usheoritse Itsekiri.

## Persönliche Bestleistungen
- 100 Meter: 10,20 s (−0,1 m/s), 18. Februar 2024 in Asaba
- 200 Meter: 20,87 s (−0,6 m/s), 18. Februar 2024 in Asaba